# Орден Незалежності (Катар)
Орден Незалежності (араб. قلادة الاستقلال‎) — найвища державна нагорода Катару.

## Історія
Орден було започатковано 1978 року еміром Халіфою бін Хамадом як вищу державну нагороду, що вручається главам іноземних держав і головам урядів на означення дружби між країнами.

## Ступені
Орден має два ступені:
- Знак ордена на ланцюгу — призначений для вручення главам іноземних держав, монархам, принцам крові.
- Знак ордена на великій стрічці й зірка на лівому боці грудей — вручається головам урядів іноземних держав.

## Опис
Знак ордена на ланцюгу є золотою десятипроменевою зіркою с ромбоподібними прорізними променями, між якими орнаментальна штраль із закріпленим діамантовим каменем. У центрі круглий золотий медальйон з широкою каймою. В центрі зображення державного герба Катару. На каймі написи арабською: вгорі — «Держава Катар», внизу — «Ланцюг Незалежності».
Знак за допомогою фігурної ланки, прикрашеної перлами, кріпиться до орденського ланцюгу.
Ланцюг складається з 30 ланок (центральна ланка, прикрашена рубінами й перлами, 15 орнаментальних ланок і 14 ланок у вигляді десятипроменевих зірок з зображенням герба Катару), з'єднаних подвійними ланцюжками.
Знак ордена на великій стрічці є золотою десятипроменевою зіркою з ромбоподібними прорізними променями, між якими орнаментальна штраль. В центрі круглий золотий медальйон із широкою каймою. В центрі зображення державного гербу Катару. На каймі написи арабською мовою: вгорі — «Держава Катар», внизу — «Орден Незалежності».
Знак за допомогою фігурної ланки, прикрашеної перлами, кріпиться до орденської стрічки.
Зірка ордена десятипроменева, що складається з рівновеликих двогранних промінців, на яку накладений знак ордена.